# Полидор
Полидор (грч. Πολύδωρος) је у грчкој митологији било име више личности.

## Етимологија
Име Полидор има значење „много дарова“.

## Митологија
- Полидор (Кадмов син)
- Полидор (Пријамов син)
- Био је Хипомедонтов син и један од епигона.[2] Њега су поменули Паусанија[3] и Хигин. Овај други је као његову мајку навео Еванипу.[4]
- Према Аполодору, био је један од Пенелопиних просилаца из Закинтоса.[5]
- Учесник у тројанском рату, кога је убио Одисеј. Био је из Кетеја у Малој Азији. О њему је писао Квинт Смирњанин.[6]
- У Хомеровој „Илијади“ Тројанац кога је победио Нестор у бацању копља на погребним играма у част елидског краља Амаринкеја.[7]
- Према Овидију, син Финеја и Клеопатре.[8]